# Gliese 687
Gliese 687 (GJ 687 / LHS 450 / HIP 86162) es una estrella cercana situada a solo 14,77 años luz del sistema solar.
Visualmente se localiza en la constelación de Draco a 25 minutos de arco de ω Draconis.
Gliese 687 es una enana roja de magnitud aparente +9,15 no visible a simple vista, cuya luminosidad es equivalente al 0,4 % de la que tiene el Sol.
Pertenece al tipo espectral M3V y tiene una temperatura superficial de 3237 K.
Su masa apenas supone el 41 % de la masa solar y su radio es algo menor de la mitad del radio solar.
Gira sobre sí misma con una velocidad de rotación proyectada igual o inferior a 2,8 km/s.
Su metalicidad, expresada como la relación entre el contenido de hierro y el de hidrógeno, es comparable a la solar ([Fe/H] = 0,00).
Muestra un movimiento propio grande a través del cielo, avanzando 1,304 segundos de arco cada año. Su velocidad relativa neta es de unos 39 km/s.
El sistema estelar más cercano a Gliese 687 es Struve 2398, situado a poco más de 4 años luz.